# 枝郷町
枝郷町（えだごうちょう）は、愛知県名古屋市西区にある地名。現在の新道一丁目の一部にあたる。

## 地理
東は外田町、西は新道町3丁目、南は藪下町、北は南駅町・外田町に接していた。

### 学区
- 高等学校 - 尾張学区
- 中学校 - 名古屋市立菊井中学校
- 小学校 - 名古屋市立幅下小学校

### 人口
国勢調査による人口の推移
| 1950年（昭和25年） | 186人 |  |
| 1955年（昭和30年） | 203人 |  |
| 1960年（昭和35年） | 91人  |  |
| 1965年（昭和40年） | 79人  |  |
| 1970年（昭和45年） | 66人  |  |
| 1975年（昭和50年） | 117人 |  |

## 歴史

### 沿革
- 1876年（明治9年） - 愛知郡枝郷町として成立[2]。
- 1878年（明治11年）12月28日 - 名古屋区成立に伴い、同区枝郷町となる[6]。同時に小杁町を併合する[2]。
- 1889年（明治22年）10月1日 - 名古屋市成立に伴い、同市枝郷町となる[1]。
- 1908年（明治41年）4月1日 - 西区成立に伴い、同区枝郷町となる[1]。
- 1981年（昭和56年）8月23日 - 住居表示の実施に伴い、西区新道一丁目に編入され、消滅[1]。